# Кенель, Паскье

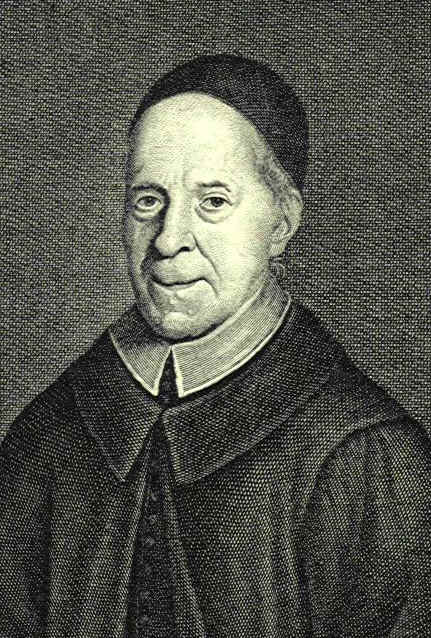
Кенель, Паскье

Паскье Кенель (фр. Pasquier Quesnel, Quesnell, латинизированная форма имени Пасхазий; 14 июля 1634, Париж — 7 декабря 1719, Амстердам) — католический богослов, продвигавший янсенистское направление. Внук художника Франсуа Кенеля.

## Деятельность
В 1653 году окончил с отличием Сорбонну. В 1657 году вступил в конгрегацию ораторианцев. Всё более склоняясь к янсенизму, Кенель навлёк на себя неудовольствие церковного руководства книгой «Моральные рассуждения по поводу Нового Завета» (фр. Réflexions morales sur le Nouveau Testament; первая публикация 1668 году, окончательная, существенно расширенная редакция в 1693 году) и комментированным изданием трудов Льва Великого (Париж, 1675), так что в 1681 году ему пришлось бежать в Брюссель к Арно. В результате действий иезуитов был арестован (1703), но бежал в Амстердам. После смерти Арно Кенель считался лидером янсенистов, а его главная книга была наиболее популярным изложением янсенистских взглядов. В 1713 году папа Климент XI буллой «Unigenitus» осудил сто одно положение из книги Кенеля как еретические; при этом многие из них вне контекста были истолкованы в булле ошибочно, а в число осуждённых попали и приведённые им цитаты из блаженного Августина, что вызвало протесты германских и французских епископов и богословов, не встретившие понимания в Риме.